# Mănăstirea Brebu
Mănăstirea Brebu este o mănăstire ortodoxă, una dintre cele mai importante realizări arhitectonice ale domniei lui Matei Basarab și ale artei românești a secolului al XVII-lea.

## Amplasare
Mănăstirea este amplasată în vatra localității Brebu Mânăstirii din actualul județ Prahova, în apropierea râului Doftana. Arealul geografic este încântător, situarea acestuia într-o depresiune a Sub-Carpaților, la poalele munților Baiului și Grohotișului, conferă o climă dulce și un aer curat cu calități terapeutice.

## Arhitectură

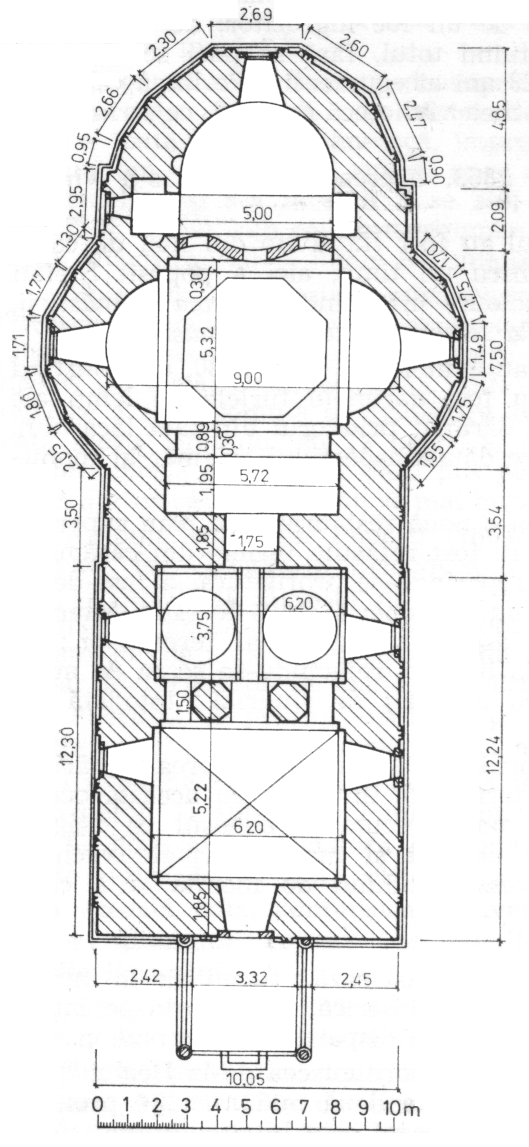
Planul bisericii mănăstirii Brebu (după N. Ghika-Budești Evoluția arhitecturii în Muntenia și Oltenia, planșa CCXVIII, București, 1932

Complexul arhitectural de la Brebu, conceput ca mănăstire și curte domnească, este păstrat în forma inițială, fiind unul dintre puținele monumente medievale românești atât de bine conservate. Acesta este compus din:
Biserica mănăstirii - ca arhitectură este asemănătoare cu cea de la Mănăstirea Dealu, de dimensiuni mari (30 x 10 m), construită pe un plan triconc cu o turlă pe naos și alte două mai mici pe pronaos. Zidurile, foarte groase, sunt din cărămidă arsă și piatră. Decorațiunea exterioară este specifică bisericilor din Țara Românească, simplă, singurele elemente decorative fiind două registre de firide și un brâu de piatră în partea superioară și ancadramentele ușilor și ferestrelor, acestea fiind realizate de meșterul Lupu (probabil un meșter adus din Moldova) și reproducând modele ale goticului târziu moldovenesc. Decorațiunea înterioară este de secol XIX (1843), cu refacerea picturii tâmplei și altarului, operă a lui Sava Henția între anii 1901-1902.
Casele domnești sunt, ca arhitectură, specifice epocii. Construcția este asemănătoare cu cea păstrată la Plumbuita, (11,80 x 30,20 m), formată din 9 camere și o sufragerie, toate comunicând între ele. Subsolul este format din două pivnițe boltite, acesul în ele făcându-se printr-un gârlici peste care a fost construit un foișor.
Turnul de acces în incinta complexului este de dimensiuni mari, una dintre cele mai frumoase și mai bine păstrate construcții de acest tip din România. Este așezat pe latura sudică a incintei, având un parter și trei etaje și domină prin înălțimea sa (aproximativ 20 m) împrejurimile (de altfel unul din scopurile construcției a fost și acela de foișor de observație). Primele două etaje sunt prevăzute cu metereze pentru arme de foc iar al treilea, folosit drept clopotniță, are spațiu deschis în toate părțile. Parte din pereții interiori ai turnului au fost repictați de Sava Henția.
Zidul de incintă, cu o înălțime de 6 m, are formă octogonală neregulată. Este făcut din piatră și cărămidă arsă, fiind prevăzut cu metereze pentru tragere. Sub aceste metereze încă se mai pot observa urmele unui drum de strajă de lemn, astăzi dispărut.
Chiliile și clădirile anexe erau situat pe latura de vest a incintei, astăzi fiind dispărute în întregime, locul existenței lor fiind marcat cu ocazia lucrărilor de restaurare terminate în 1963.

## Istoric
Lucrările de construcție au început la o dată anterioară celei de 27 noiembrie 1640, când, în actul solemn emis de voievod, având semnătura autografă și pecetea mare a țării, prin care readucea mănăstirile autohtone la stăpânii lor firești și oprea practicile dării ca metoh, se pomenea de mănăstirea Brebu ca despre o mânăstire ridicată din temelii de domnia sa, iar, în aprilie 1641, în actul de întărire al Patriarhiei de la Constantinopol se confirma același lucru („Catalogul documentelor Țării Românești din Arhivele Statului”, vol.V 1640-1644, București, 1985, p. 111-113, 179-180). Cu toate acestea, în lunga pisanie din pronaos, păstrată integral, se spune că „[...]s-a început a se zidi în luna lui iunie 27 de zile, în anul 7158 (1650)[...]”. Este greu de explicat inadvertența aceasta, unii cercetători afirmând că la 1650 erau terminate lucrările, iară nu începute, motivele unui așa lung termen de execuție fiind puse pe seama luptelor cu Vasile Lupu și a tulburărilor create de revolta seimenilor.
În ciuda acestei pisanii, actele arată că această mănăstire, cu hramul Sfinților Arhangheli Mihail, Gavriil, Azrael și Rafail, era gata, sau măcar funcțională, la 1641. Două acte, unul din 9 martie, prin care voievodul cumpăra pământ de la mai mulți moșneni „[...]ca să fie fiiă mării sale și svintii mănăstiri de moșăe[...]”, iar în al doilea din 28 aprilie mută un rumân al mănăstirii Mislea pe moșiile din Brebu, știut fiind faptul că satul, la cea dată, era un sat exclusiv de oameni liberi. De altfel aceste înzestrări cu pământuri în satul de moșneni nu a fost tocmai un act de bunăvoință al acestora căci la 12 iulie 1654, după moartea marelui voievod, într-un act emis de Constantin Șerban se spune că „[...]Matei voievod, după ce a zidit domnia sa mănăstire acolo la Brebu, el a fost hotărnicit toată moșia Brebului cu 12 boieri și cu jupanul Preda mare vornic și a propit moșia megieșilor, de a pus pe toți megieșii în mijlocul pădurii și le-a aprins casele ca să nu se mai întoarcă[...]” (apud Ștefan Andreescu, „Mănăstirea Brebu”, în Glasul Bisericii, nr. 1-2, 1968). De asemenea, prin acest act se dă înapoi brebenilor jumătate din moșia luată prin metodele arătate mai sus. După aceste „cumpărături” în sat, au mai urmat și alte înzestrări cu moșii cum rezultă din actele vremii (Voineasa, Titeasa, Șopârlige și Moceasca).

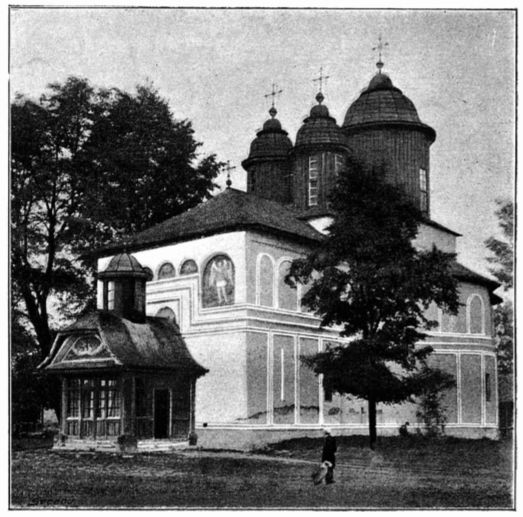
Biserica Brebu în anul 1902

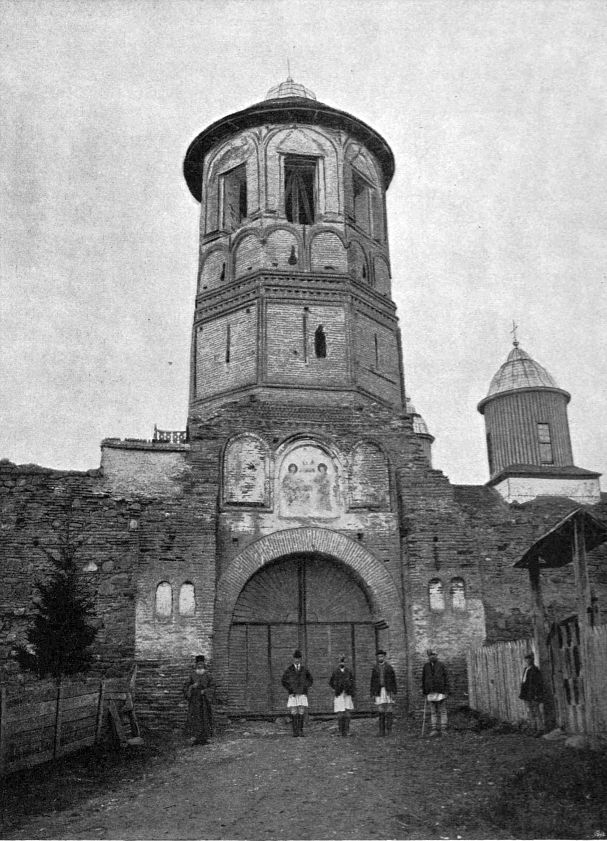
Turnul mănăstirii în anul 1899

La sfârșitul domniei lui Matei Basarab lucrările la finisaje, precum și pictura bisericii, nu erau gata în ciuda eforturilor celor doi ispravnici Mogoș, iuzbașa din Păulești și Antonie postelnicul din Negoiești, iar ca prim egumen este atestat din pisanie chir Vasilie monahul, probabil același care la 1646 va fi menționat ca egumen la Mănăstirea Plătărești.
Domnul Antonie din Popești recondiționează turnul incintei înzestrându-l cu un clopot, astăzi dispărut.
Conflictul iscat de deposedările forțate s-a acutizat după moartea lui Matei Basarab, conducând în mod firesc la un dezinteres al localnicilor față de mănăstire, aceasta intrând încet în paragină. Constantin Brâncoveanu a găsit sfântul lăcaș într-o stare jalnică. Prin două acte datate 24 februarie 1689 și 2 iulie 1690, el reconfirmă vechile privilegii ale mănăstirii și scutește de dări un număr de 52 de localnici, pentru a ajuta la terminarea lucrărilor de finisare și executarea picturii murale (astăzi păstrată numai fragmentar la unele din arcadele ferestrelor). Prin aceste acte, precum și prin cele ulterioare, el dă în seama unei părți a locuitorilor grija privind întreținerea clădirilor în schimbul unor scutiri de dări. Această atitudine va provoca o scindare a satului în, așa cum este cunoscut azi, Brebu Mânăstiresc și Brebu Megieșesc.
Totuși această reorganizare a administrației mănăstirii nu se dovedește a fi cea mai eficientă, căci conflictul cu moșnenii brebeni nu s-a stins și mănăstirea a continuat să se ruineze treptat. Grigore al II-lea Ghica, văzând că biserica „[...]au rămas slabă și foarte săracă[...]”, într-un act din 8 mai 1752, trece administrarea mănăstirii din mâinile urmașilor celor lăsați de Constantin Brâncoveanu în cea a Eforiei Spitalului Sf. Pantelimon din București, egumenul și călugării având a se ocupa de cele spirituale, iar spitalul de cele materiale. Această închinare avea să fie un contract în toată regula, prin care călugării, în schimbul administrării și întreținerii bunurilor (reparații, construcții etc.), dădeau o sumă anuală de 25 de taleri. Tot Eforia se ocupa și de numirea egumenilor, precum și de numirea și întreținerea a doi preoți pentru locuitorii din sat.
Cutremurul puternic din 1802 dărâmă turlele bisericii, surpă zidurile și fisurează turnul de la intrare dărâmând partea superioară. Ceva reparații s-au făcut abia între anii 1828-1836 când se refac turlele, însă din lemn, punându-se și o inscripție. În 1838, un alt cutremur mare devastează mănăstirea, refăcută parțial, chiar în același an, de arhimandritul Teodor Cernicanul.
La mijlocul secolului al XIX-lea aici a funcționat o impresionantă bibliotecă a arhimandritului Ghenadie Pârvulescu conținând manuscrise vechi și cărți valoase. Din nefericire acestea toate au dispărul în incendiul din 1 decembrie 1855 care a mistuit în întregime chilile și anexele.
În 1863, odată cu secularizarea averilor mănăstirești, mănăstirea Brebu este desființată și reorganizată ca biserică de mir, pământurile și bunurile călugărilor trecând în patrimoniul Eforiei Spitelelor Civile care le-a scos la licitație. Casele egumenești, și ele luate de Eforie,au fost transformate mai întâi în casă de vacanță pentru elevele de la azilul „Elena Doamna“, apoi în sanatoriu, preventoriu, între 1950 și 1957 în casă de bătrâni ca, în sfârșit, în 1959 să devină muzeu.
Lucrări de reconstrucție și restaurare au fost făcute în anul 1843, de către domnul Gheorghe Bibescu, în 1930, când s-a refăcut fațada și în 1939, când s-au dărâmat turlele de lemn și pridvorul adăugat în secolul al XIX-lea, bisericii redându-i-se aspectul inițial. După instaurarea republicii, are loc cea mai mare campanie de restaurare și recondiționare a ansamblului arhitectonic între anii 1955-1960, refăcându-se turlele de piatră, dărâmându-se ce a mai rămas din chiliile mai noi și marcându-se cele vechi etc.  Cu această ocazie biserica este închisă pentru slujbe și, împreună cu tot complexul, este transformată în muzeu de istorie și artă medievală.
La 23 aprilie 1961 izbucnește un incendiu de proporțiii, necesitând o altă lucrare de restaurare terminată în 1963, care a redat aspectul mănăstirii așa cum era în secolul al XVII-lea.

## În prezent
După desființarea mănăstirii în 1960 și până în 2012, biserica cu hramul „Sfinții Arhangheli Mihail și Gavriil” (cod LMI PH-II-m-A-16375.01), a servit ca lăcaș de cult pentru parohia satului Brebu Mânăstirei.
Începând cu anul 2012 a fost reînființată ca mănăstire de maici în legătură cu Mănăstirea Cornu.
Casa Domnească (cod LMI PH-II-m-A-16375.02) adăpostește în prezent exponatele Muzeului de istorie și artă medievală Prahova.

## Galerie de imagini

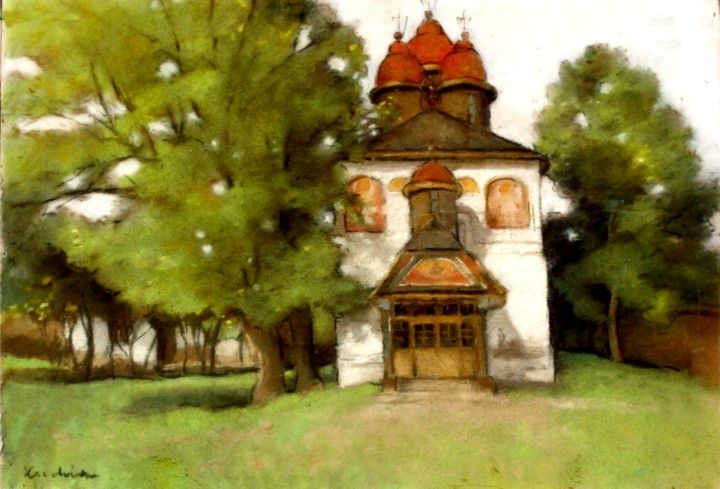
Mănăstirea Brebu. Pictură de Ştefan Luchian
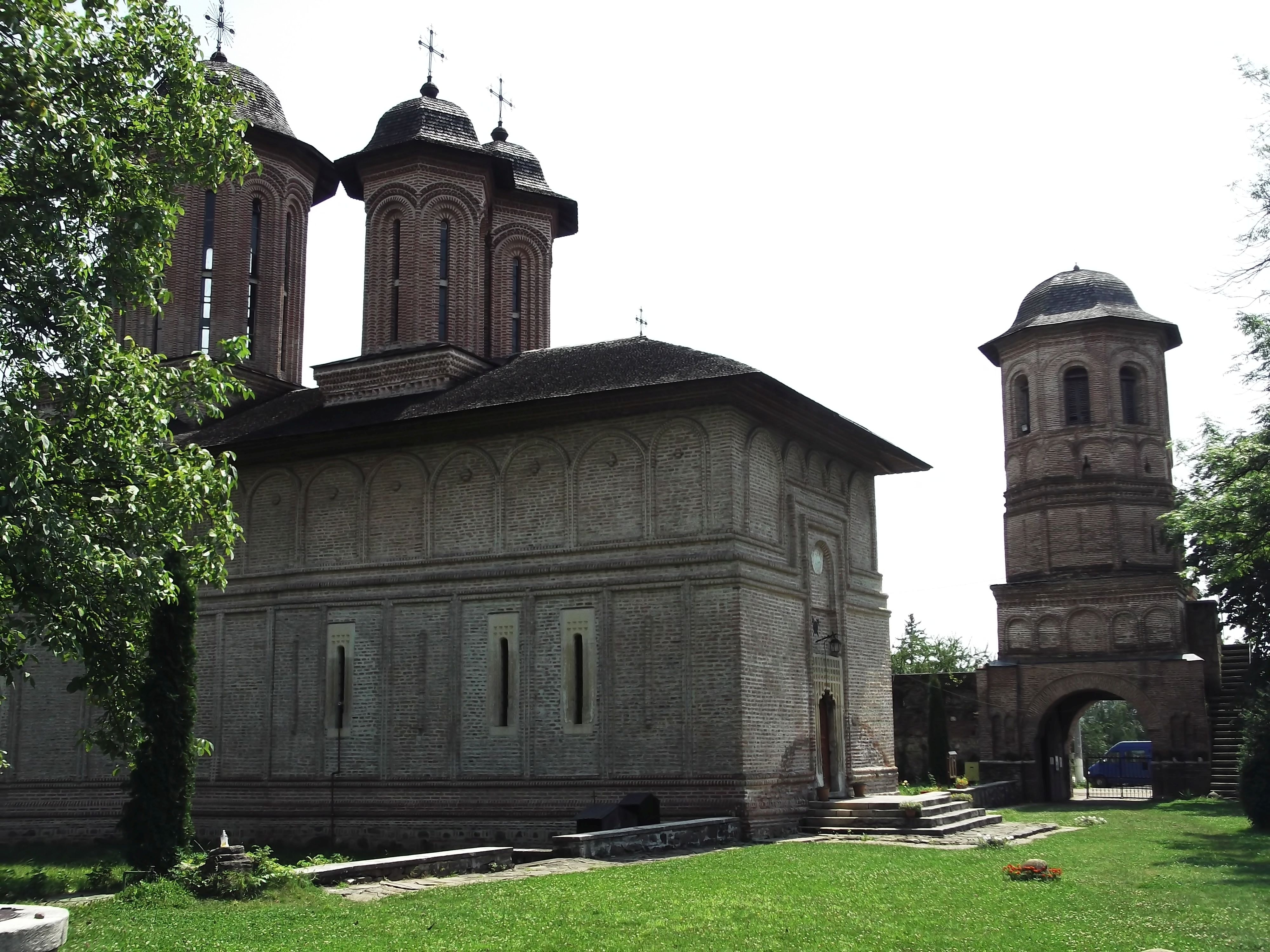
Mănăstirea Brebu
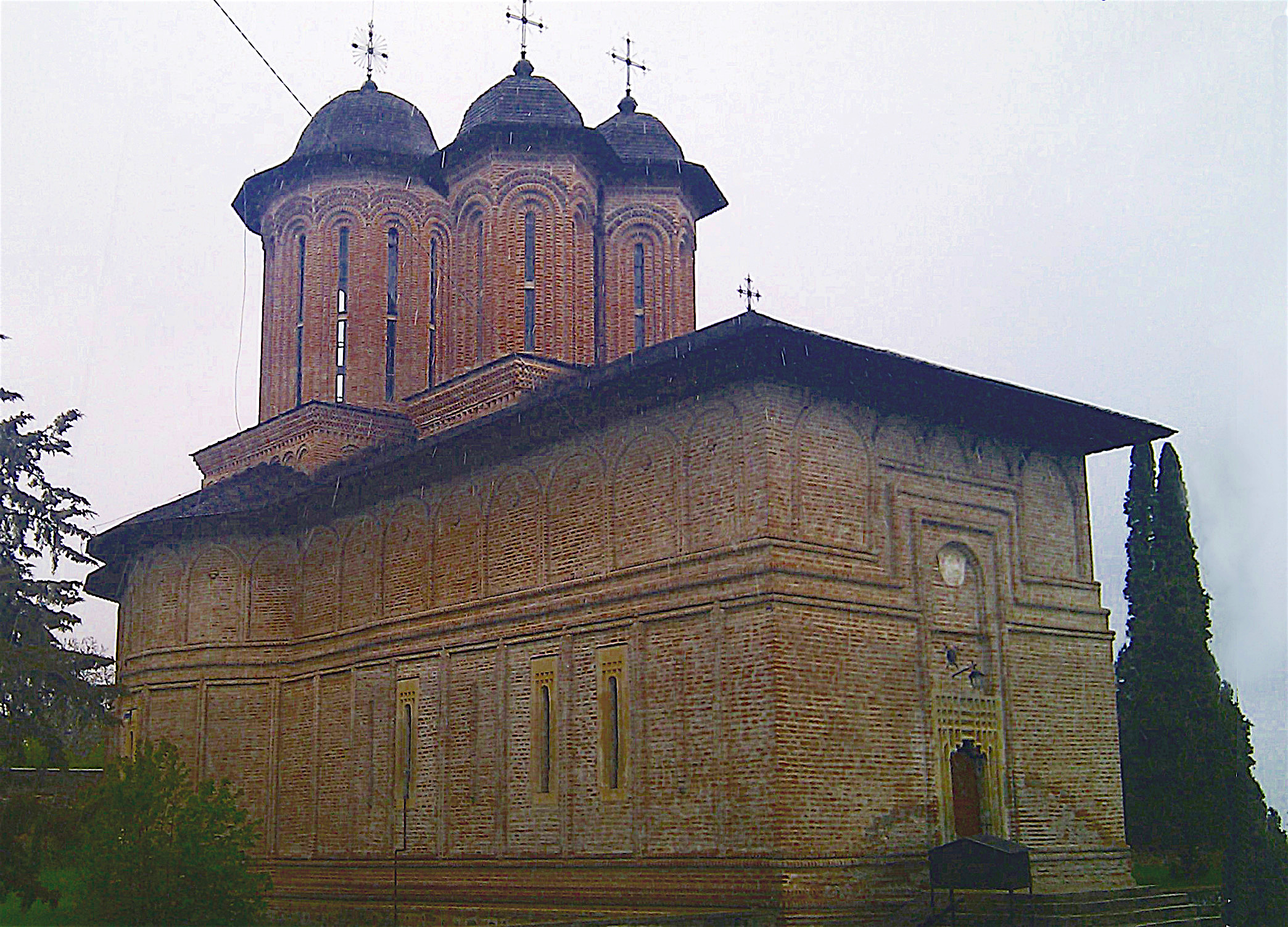
Biserica „Sf. Arhangheli Mihail și Gavriil”
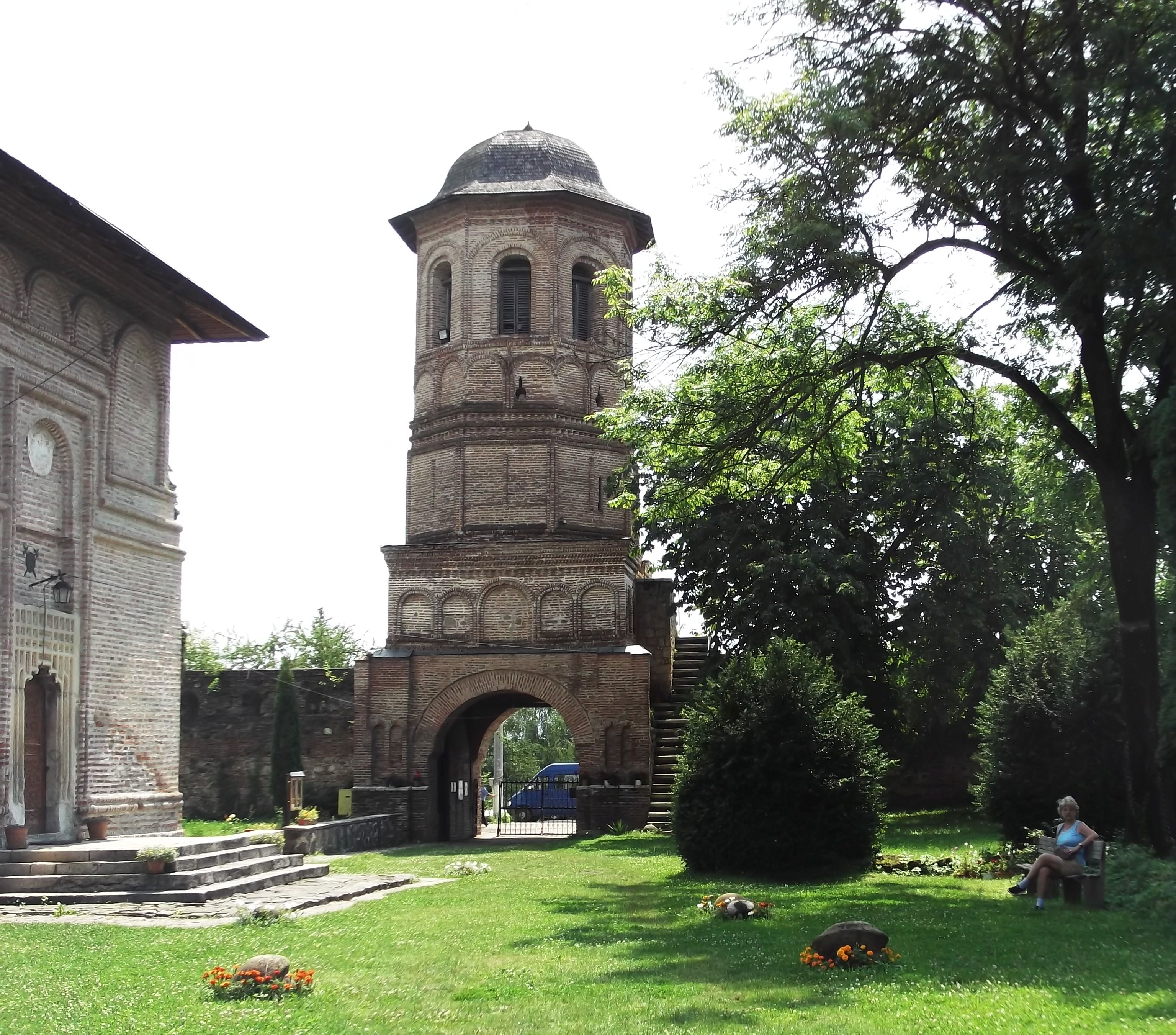
Turnul-clopotniță
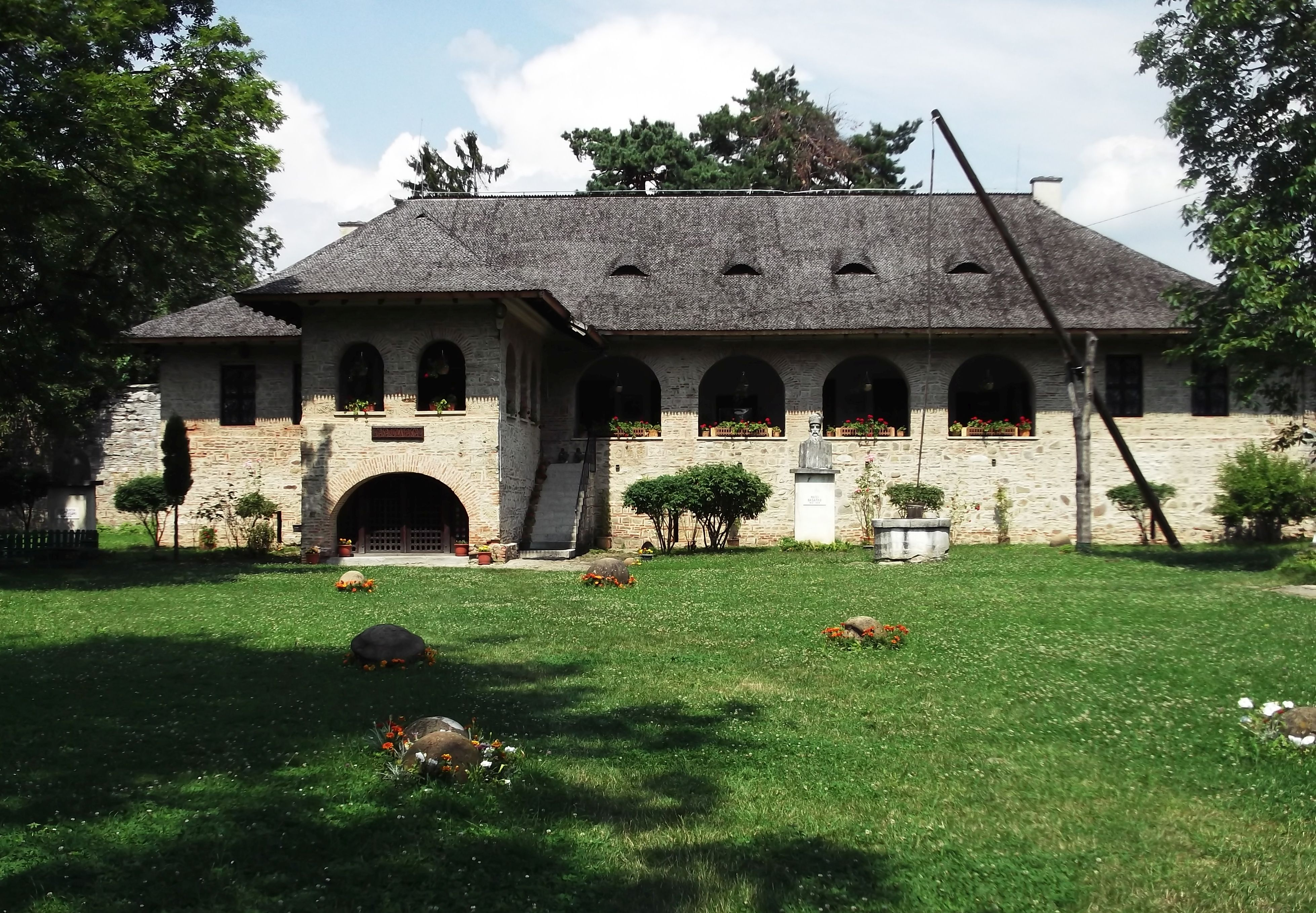
Casa Domnească (muzeu)